# La Chapelle
La Chapelle - stacja 2. linii metra  w Paryżu. Znajduje się na pograniczu 10. i 18. dzielnicy Paryża.  Została otwarta 31 stycznia 1903. Stacja jest połączona z RER B i D

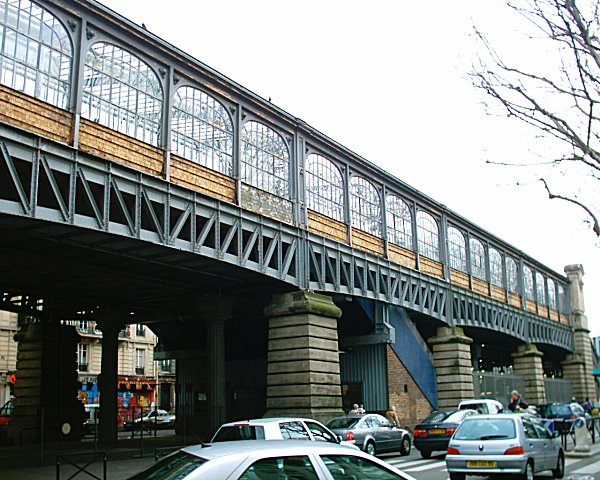
Widok z zewnątrz